# 楓姫るる
楓姫 るる（ふうき るる、3月12日 - ）は、宝塚歌劇団宙組に所属する娘役。
埼玉県上尾市、県立上尾高校出身。身長161m。愛称は「ふうき」、「るる」。
双子の妹は宝塚歌劇団娘役の静音ほたる。

## 来歴
2016年4月、宝塚音楽学校入学。
2018年4月、宝塚歌劇団に104期生として入団。入団時の成績は20番。星組宝塚大劇場公演『ANOTHER WORLD／Killer Rouge』で初舞台。その後宙組に配属。

## 主な舞台

### 初舞台公演
- 2018年4月～6月、 『ANOTHER WORLD／Killer Rouge』（宝塚大劇場のみ）

### 宙組配属後
- 2018年10月～12月、『白鷺の城／異人たちのルネサンス』
- 2019年2月～3月、『黒い瞳／VIVA! FESTA! in HAKATA』（博多座）
- 2025年6 - 7月、『ZORRO THE MUSICAL』（東急シアターオーブ） - ロラ／オリビア
- 2025年9 - 2026年1月、『PRINCE OF LEGEND／BAYSIDE STAR』 - 津島レナ